# Tahuaxni Norte
Tahuaxni Norte es una localidad ubicada en el municipio de Zozocolco de Hidalgo y el estado de Veracruz-Llave en el sureste del México, a 180 km al noreste de la Ciudad de México, la capital del país. Se encuentra a 308 metros sobre el nivel del mar y cuenta con 718 habitantes. 
La tierra alrededor de Tahuaxni Norte es mayormente montañosa, pero al noreste es plana. El punto más alto de la zona es el Cerro Limakosoctin, 675 metros sobre el nivel del mar, 3.4 km al oeste de Tahuaxni Norte. Hay alrededor de 356 personas por kilómetro cuadrado alrededor de Tahuaxni Norte, que es extremadamente poblado. El pueblo más grande más cercano es Olintla, 12.5 km al suroeste de Tahuaxni Norte. El área alrededor de Tahuaxni Norte está casi cubierta de tierras de cultivo. 
La temperatura promedio es de 36 °C. El mes más cálido es mayo, con 38 °C , y el más frío diciembre, con 18 °C. La precipitación media es de 2.187 milímetros al año. El mes más húmedo es septiembre, con 403 milímetros de lluvia, y diciembre, el más húmedo, con 50 milímetros.
Es una comunidad en desarrollo, cuenta con dos escuelas, un preescolar (Cuahutémoc/Cuauhtémoc) y una primaria estatal (Guadalupe Victoria), y una unidad centro de salud que no se encuentra funcionando. Es una de las pocas comunidades que cuenta con una capilla religiosa en función. Los apellidos más comunes son García, Gaona, y Sánchez. 
Cuenta en su interior con dos divisiones, la primera y más grande "Fondo Legal", de la cual se desprende "Ampliación Principal", la cual representa la entrada principal de la comunidad misma. A lo largo del trayecto nos encontramos con una microtienda, dos abarrotes y una tienda de surtida, sus entrada es de terracería con pequeñas extensiones de rampas, sólo una pequeña porción cuenta con agua por tubería, no siendo esta potable, sin sistema de drenaje. La principal actividad económica es la agricultura y la cría de pollos y cerdos para consumo humano; y es considerada una zona marginada.